# Distrikt Cajamarquilla
Der Distrikt Cajamarquilla [kaxamaʶkˈɪlʝaː] liegt in der Provinz Ocros in der Region Ancash in West-Peru. Der Distrikt wurde am 23. Oktober 1907 gegründet. Er hat eine Fläche von 78,6 km². Beim Zensus 2017 wurden 321 Einwohner gezählt. Im Jahr 1993 betrug die Einwohnerzahl 214, im Jahr 2007 429. Die Distriktverwaltung befindet sich in der 3514 m hoch gelegenen Ortschaft Cajamarquilla mit 312 Einwohnern (Stand 2017). Cajamarquilla liegt etwa 22 km ostnordöstlich der Provinzhauptstadt Ocros.

## Geographische Lage
Der Distrikt Cajamarquilla liegt in der peruanischen Westkordillere im äußersten Nordosten der Provinz Ocros. Der nach Süden strömende Río Pativilca bildet die östliche Distriktgrenze.
Der Distrikt Cajamarquilla grenzt im Südwesten an den Distrikt Llipa, im Nordwesten an die Distrikte Ocros und Cajacay, im Norden an den Distrikt Ticllos, im Nordosten an die Distrikte San Miguel de Corpanqui und Canis sowie im Südosten an den Distrikt Mangas (die 5 zuletzt genannten Distrikte liegen alle in der Provinz Bolognesi).